# Качка лабрадорська
Качка лабрадорська (Camptorhynchus labradorius) — вимерлий вид качок підродини крехових (Merginae). Був поширений вздовж атлантичного узбережжя Канади та США. Вимер у другій половині 19 століття.

## Поширення
Птах розмножувався вздовж затоки Святого Лаврентія та узбережжя Лабрадор в Канаді. Зимував на морському узбережжі від Нової Шотландії на південь до Флориди, США. Птахи гніздилися на піщаних косах і навколо захищених бухт, а взимку шукали їжу в мілководних бухтах, гаванях і лиманах. Останній підтверджений зразок був зібраний біля Лонг-Айленда, штат Нью-Йорк, у 1875 році або, можливо, у 1878 році.

## Вимирання
Причини вимирання, яке сталося приблизно в 1878 році, досі невідомі. З огляду на відмінний від інших видів дзьоб, зоологи припускають, що птах міг харчуватися якимись морськими тваринами, а зміна кліматичних та екологічних умов могла призвести до зникнення тварин, які становили основу його раціону. Деякі орнітологи говорять про смертельну епідемію, яка торкнулася б останніх представників виду. Єдине достовірне те, що зникнення, безсумнівно, сталося через природні причини.